# Герб Дербента
Герб Дербента — является символом самого древнего города России Дербента, утверждённый решением Собрания депутатов городского округа "город Дербент" за № 24-4 от 15 апреля 2013 года.

#### Геральдическое описание (блазон) герба города Дербента[2]
«В рассечённом щите:
- справа: в серебряном поле на зелёной земле — гора того же цвета о двух вершинах, выходящая справа, и перед ней — золотая зубчатая башня с двумя чёрными бойницами, червлёной аркой и отходящей вправо за край щита золотой же стеной; слева от башни в поле понижено показаны четыре лазоревых волнистых пояса;
- слева: три червлёных, с чёрными сердцевинами, маковых цветка на зелёных, с такими же листьями, стеблях: один в столб и два накрест, — связанные золотым шнуром накрест с двумя червлёными корнями марены, также накрест.
Щит увенчан муниципальной короной — золотой о пяти видимых остроконечных зубцах, имеющей червлёную муровку (швы) и — по нижнему краю — золотой обруч, украшенный самоцветами».
Геральдическая правая сторона находится слева при виде от зрителя; геральдически левая — справа.
Корона, венчающая щит, является геральдической короной достоинства, приличествующей городу Дербенту как муниципальному образованию, имеющему статус городского округа. Дополняющий её обруч с самоцветами обозначает, что в историческом прошлом город Дербент был столицей государства (Дербентского эмирата); червлёная (красная) муровка каменной кладки указывает на то, что город также был столицей одноимённой губернии в составе Российской империи.
Герб может воспроизводиться как в полной версии (с короной), так и в сокращённой (без короны). Обе версии герба равноправны и имеют одинаковый статус.
Герб Дербента утверждён к 2000-летнему юбилею (празднование которого на федеральном уровне намечено на сентябрь 2015 г.) основания города решением Собрания депутатов городского округа «город Дербент» за № 24-4 от 15 апреля 2013 года.
Решением Геральдического совета при Президенте Российской Федерации герб муниципального образования городской округ «город Дербент» внесён в Государственный геральдический регистр РФ под регистрационным номером 9083, о чём выдано соответствующее свидетельство.

## Ранние версии

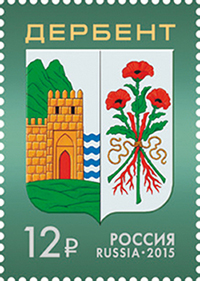
Герб города Дербента на потовой марке 2015 года

Изначально Дербент удостоился герба  более 170 лет назад, когда он был уездным городом. Он был утвержден в 1843 году царским правительством 21 марта 1843 года (сенатский закон № 17061 от 26 июля 1843 года) вместе с другими гербами Каспийской области Российской империи, к которой относился тогда город. Позже герб без изменений стал гербом города Дербента. На нем в верхней части гербового щита был изображен тигр и струи газа из герба Каспийской области, в нижней части - крепость на берегу моря и три розы. В 1846 г..

## Авторы герба
Проведенный конкурс на тему "Как я вижу герб Дербента", выиграл ученик одной из Дербентских школ Амиров Малик кек, чей вариант был утвержден депутатами городского округа "город Дербент".